# R/place

2017년 오리지널 실험 로고

2022년, 2023년 실험 로고

r/place는 콘텐츠 수집 사이트 레딧에서 호스팅되는 반복적인 공동 프로젝트이자 사회 실험이다. 원래 2017년 만우절에 시작되었으며 이후 2022년 만우절과 2023년 7월 20일에 다시 반복되었다.
2017년 실험에는 r/place라는 서브레딧에 위치한 온라인 캔버스가 포함되었다. 등록된 사용자는 16색 팔레트의 대체 색상으로 단일 픽셀의 색상을 변경하여 캔버스를 편집할 수 있다. 각 픽셀이 배치된 후 타이머는 사용자가 5~20분(사용자가 이메일 주소를 확인했는지 여부에 따라 다름) 동안 더 이상 픽셀을 배치하지 못하도록 방지했다. 실험의 아이디어는 조시 워들(Josh Wardle)이 고안했다. 이 작업은 생성 후 약 72시간 후인 2017년 4월 3일 레딧 관리자에 의해 종료되었다. 백만 명 이상의 사용자가 캔버스를 편집하여 총 약 1,600만 픽셀을 배치했으며, 실험이 종료될 당시 90,000명 이상의 사용자가 활발하게 작업했다. 캔버스를 보거나 편집한다. 이 실험은 레딧의 온라인 커뮤니티 문화와 인터넷 문화 전체를 표현했다는 점에서 좋은 평가를 받았다.

## 개요
2017년 버전의 실험은 r/place라는 하위 레딧을 기반으로 했다. 이 하위 레딧에서는 등록된 개별 사용자가 100만(1000 x 1000) 픽셀 정사각형의 온라인 캔버스에 단일 색상 픽셀(또는 "타일")을 배치할 수 있었다. 다른 것을 배치하기 전에 일정 시간을 기다리십시오. 2017년에는 실험 전반에 걸쳐 대기 시간이 5분에서 20분까지 다양했으며 사용자는 16가지 색상 팔레트에서 픽셀 색상을 선택할 수 있었다. 2022년 판은 2017년과 동일한 크기와 색상으로 시작했으나 이후 캔버스가 400만(2000 x 2000) 픽셀 정사각형으로 확장되었고 팔레트는 점차 16가지 색상을 추가하여 총 32가지로 시작되었다. 2022년, 2017년판과 동일한 크기(1000 x 1000)이며, 8가지 색상으로 시작되었다. 나중에 16개 색상의 200만(2000 x 1000) 픽셀 정사각형으로 확장된 다음 32개 색상의 600만(3000 x 2000) 정사각형 픽셀로 확장되었다.
레딧 관리자는 원하는 만큼 많은 픽셀을 배치할 수 있으며 이 기능을 사용하여 r/place에서 불쾌한 콘텐츠를 제거할 수 있다. 지침에서는 이러한 콘텐츠를 과도한 노출, 증오심 표현, 표적 괴롭힘 또는 기타 불쾌한 콘텐츠로 설명했다. 이러한 힘은 2023년 레딧의 CEO에 대한 폭력을 표현하는 메시지와 일부 성적인 이미지가 삭제되면서 나타났다.

## 같이 보기
- 밀리언 달러 홈페이지